# Ulstein X-Bow

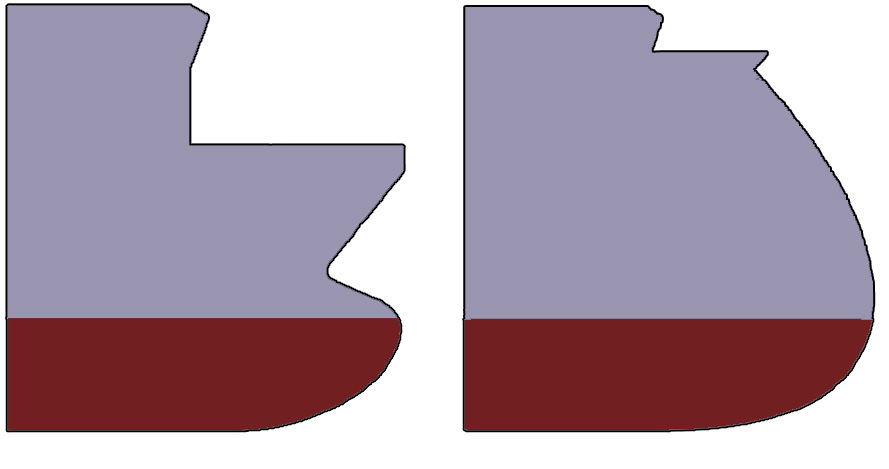
Vergleich von herkömmlichem Bug und X-Bow (rechts) in der Seitenansicht

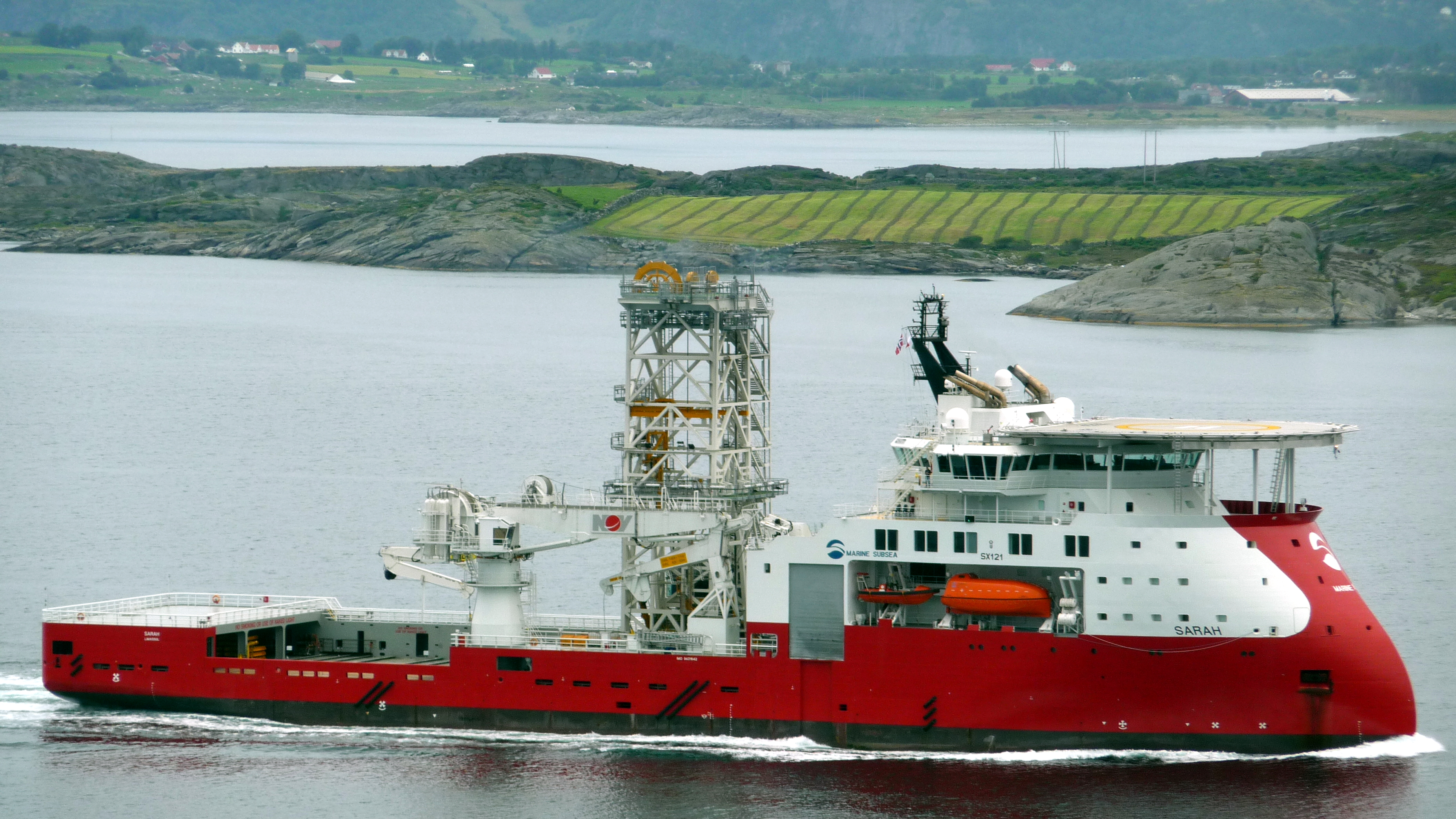
Schiff mit X-Bow

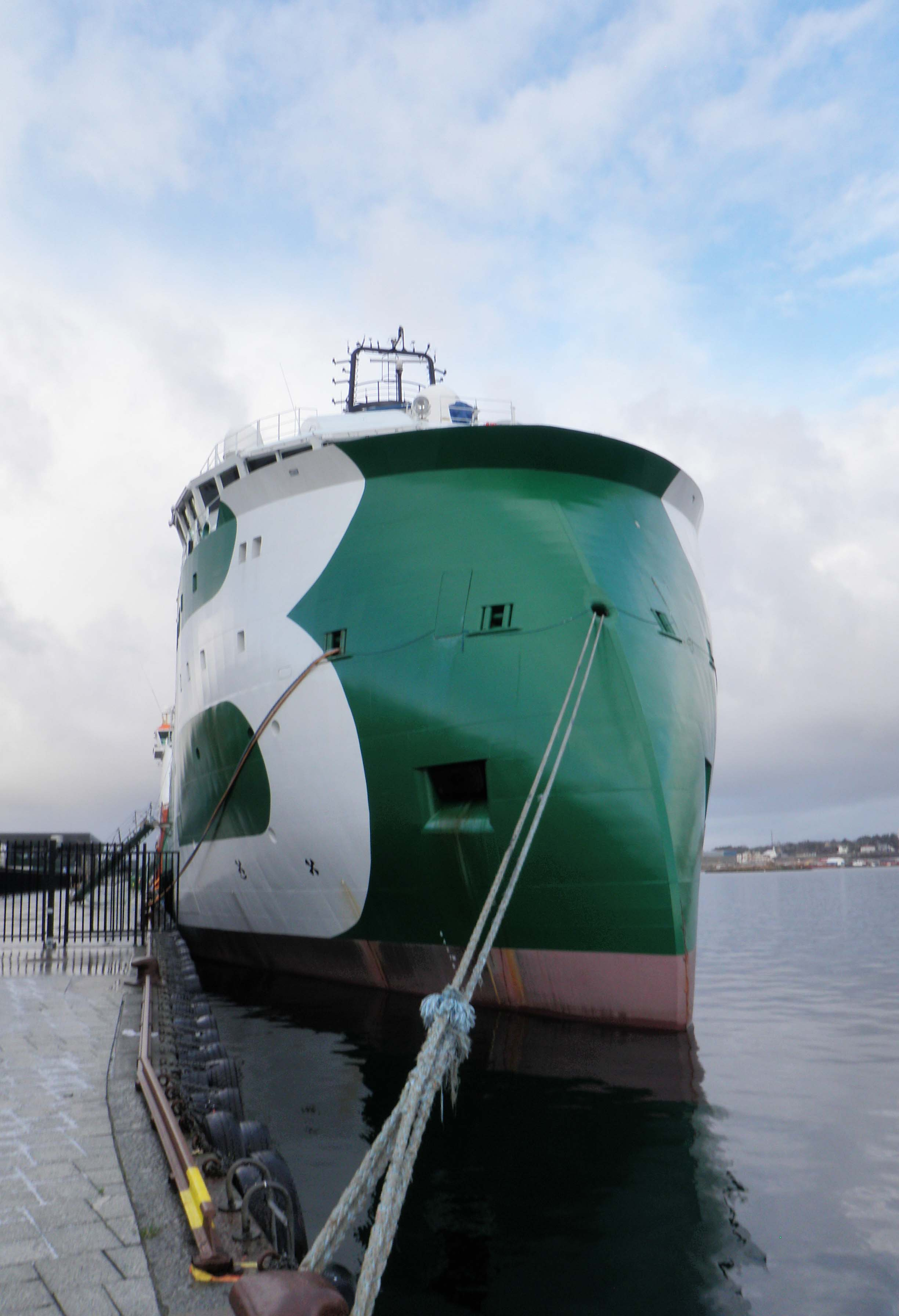
Frontansicht der Bourbon Orca

Der Ulstein X-Bow (sprich: „Crossbow“) ist eine patentierte Bugform des norwegischen Schiffbauunternehmens Ulstein Group.

## Einzelheiten
Der Ulstein X-Bow ist eine Bugform ohne Bugwulst, deren Steven sich oberhalb der Wasserlinie nach hinten neigt. Die Vorteile der Form liegen im geringeren Strömungswiderstand und höheren Geschwindigkeiten bei schweren Seebedingungen. Durch den im Bereich kurz über der Wasseroberfläche völligeren Steven erzielen Schiffe mit X-Bow einen höheren Auftrieb bei geringerem Eintauchen, was zu weicheren Seegangsbewegungen des Schiffsrumpfes und geringeren negativen Beschleunigungen führt.

## Geschichte
Das Ulstein Group-Tochterunternehmen Ulstein Design AS entwarf den Ulstein X-Bow in den Jahren 2001 bis 2004. Vordergründiges Ziel der Entwicklung war eine Verbesserung des Seeverhaltens von Offshorefahrzeugen in schweren Seebedingungen. Beteiligt am Entwurf und der Umsetzung des X-Bow waren des Weiteren die Reederei Bourbon Offshore Norway und das Hydraulikunternehmen Odim. Nach Modellversuchen, die im Februar 2005 bei Marintek in Trondheim durchgeführt wurden, begann man 2005 mit dem Bau des ersten mit dem neuartigen Bug ausgerüsteten Fahrzeugs, dem AHTS Bourbon Orca. Im Dezember 2005 traf das in Polen erstellte Kasko in Norwegen ein, am 7. April 2006 wurde die Bourbon Orca ausgedockt und schließlich am 24. Juni 2006 getauft.
Verwendet wird der X-Bow primär bei Offshore-Arbeitsschiffen wie Bohrinselversorger, Ankerziehschleppern und Serviceschiffen für die Offshore-Wind-Branche.